# 岚城镇
岚城镇，是中华人民共和国山西省吕梁市岚县下辖的一个乡镇级行政单位。2021年5月28日，撤销河口乡，整建制并入岚城镇。 区域面积109.28平方千米。

## 行政区划
岚城镇下辖以下地区：
城内村、坪上村、狮吼村、正道村、闹沐浴村、邓草沟村、北关村、南关村、前庄村、马家庄村、东河村、阳湾村、双井村和后黄签村。